# نسة الله داد (سبيدار)
نسة الله داد (بالفارسية: نسه الله‌داد) هي قرية تقع في إيران في قسم سبیدار الريفي. يقدر عدد سكانها بـ 144 نسمة .